# Bad Astronaut
I Bad Astronaut sono un gruppo statunitense fondato nel 2000 dal cantante dei Lagwagon Joey Cape.

## Storia del gruppo
La prima formazione è composta da Joey Cape alla voce e alla chitarra (nonché autore di testi e musiche), l'amico già primo batterista dei Lagwagon Derrick Plourde (1971-2005) alla batteria e Marko Desantis (o Marko72 dei Nerf Herder) al basso. Formatisi a Santa Barbara in California, il primo lavoro vede la luce nel 2001 e trattasi dell'EP composto da 10 pezzi Acrophobe per l'etichetta indipendente Honest Don's. Tra le tracce di questo disco si ricordano Deformed, Only Good For A Fuck e Unlucky Stuntman. Durante la registrazione del disco, i tre sentono il suono troppo vuoto e reclutano nella band i due fonici e loro amici Angus Cooke (violoncello, percussioni e cori) e Todd Caps (tastiere e sintetizzatore). Poco dopo, sempre nel 2001, i 5 pubblicano uno split con gli Armchair Martian intitolato War of the Worlds dove ciascun gruppo suona e riarrangia i pezzi dell'altro. Di questa raccolta fanno parte pezzi quali Jessica's Suicide e Statler2000.
Nel frattempo il gruppo si arricchisce di nuovi componenti: Thom Flowers (chitarre)  e Jonathan Cox (mixaggio, effetti, loops). Così, in 7, i Bad Astronaut si chiudono negli Orange Whip Studios (base della band e di proprietà di Angus Cooke) per registrare quello che sarà il loro primo album completo. Nel 2002 infatti, sempre per la Honest Don's vede la luce Houston: We Have a Drinking Problem. 14 pezzi in tutto che si ricordano per le buone melodie, liriche e gli arrangiamenti, e tra i quali ricordiamo These Days, The Passenger e Disarm. Gli impegni con le rispettive band e i propri studi di registrazione, portano la band a una breve pausa, ma saltuariamente iniziano a lavorare a nuovi pezzi.
Si arriva così al 2005, anno che segna la svolta nella vita di Joey Cape. Infatti, tristemente, l'amico di sempre Derrick si toglie la vita alla fine di marzo. Lo sgomento è totale. Un'esperienza che segna profondamente Joey come autore musicale. Il primo risultato è infatti l'album-tributo Resolve dei Lagwagon uscito qualche mese più tardi e scritto in una manciata di giorni. Sul lato Bad Astronaut, Joey decide di non proseguire con le registrazioni del terzo capitolo. In seguito, però, si ravvede, in quanto capisce che pubblicare un album postumo sarebbe stato il migliore dei tributi. Dunque i 6 tornano agli Orange Whip Studios e riprendono il vecchio materiale fino ad allora registrato. Lo scopo è quello di salvare quante più possibili parti di batteria già registrate da Derrick. Le canzoni dunque subiscono un processo di cambiamento: i testi vengono cambiati e aggiornati e vengono inserite canzoni nuove. Dove non è possibile usare le registrazioni di Derrick si fa ricorso a Jonathan Gorman, talentuoso batterista da studio, il quale riproduce i pezzi fedelmente alle registrazioni demo fatte da Derrick. Il risultato finale è Twelve Small Steps, One Giant Disappointment uscito nel novembre del 2006. Tracce da citare sono Beat, Stillwater California, San Francisco Serenade e The F Word.
Cape non rimane soddisfatto comunque dal risultato, dichiarando nel lyricbook che senza l'approvazione di Derrik l'album sembra incompleto. Proprio in Beat si possono ascoltare i seguenti versi: oggi ho terminato quello che avevamo iniziato/pensavo saresti stato orgoglioso/abbiamo registrato la tua disfatta/un album (che resterà) sempre incompleto. Twelve Small Steps, One Giant Disappointment è l'ultimo album dei Bad Astronaut.
Dopo lo scioglimento della band Cape e Capps hanno formato un'altra band chiamata Afterburner che ha pubblicato solo quattro canzoni postate sul loro profilo su myspace. Cape e Desantis hanno successivamente dato vita alla band Indie The Playing Favorites

## Formazione
- Joey Cape - voce, chitarra
- Marko Desantis (alias Marko72) - basso
- Derrick Plourde - batteria
- Angus Cooke - violoncello, percussioni, cori
- Thom Flowers - chitarre
- Todd Capps - tastiere, sintetizzatore
- Jonathan Cox - mixaggio, effetti, loops

## Discografia parziale

### Album in studio
- 2001 - War of the Worlds (split con gli Armchair Martian)
- 2001 - Acrophobe
- 2002 - Houston: We Have a Drinking Problem
- 2006 - Twelve Small Steps, One Giant Disappointment